# موش مانداب برتون
موش مانداب برتون (نام علمی: Otomys burtoni) نام یک گونه از سرده موش‌های مانداب است.